# Figurenkonstellation

Figurenkonstellation in Woyzeck

Die Figurenkonstellation ist das soziale, psychische, mentale Beziehungsgeflecht, in dem die Figuren eines epischen oder dramatischen Werks zueinander stehen und das mit seinen Kontrasten und Parallelen die Handlung mitbestimmt, besonders die Konstellationen Held/Hauptfigur/Protagonist, Gegenspieler/Antagonist, Freund/Vertrauter/Confident und Ähnliches. Man spricht auch von der „Konfiguration“.